# 賽は投げられた (大事MANブラザーズバンドの曲)
『賽は投げられた』（さいはなげられた）とは、1993年5月21日に発売された大事MANブラザーズバンドの通算8枚目のシングルである。

## 概要
表題曲は、NHK系アニメ『ポコニャン!』のオープニングテーマ曲として使用された。テレビサイズでは1番の部分が使用されていたが、途中、一部の歌詞を抜かしていた。
カップリングの『おやじと話す』は同アニメの初代エンディングテーマとして使用された。
このこともあり、シングルCDのジャケット絵には『ポコニャン!』のイラストが用いられている。
題名は、歌詞にもあるように、ガイウス・ユリウス・カエサルの名言「賽は投げられた」にちなむ。

## 収録曲
（全作詞・作曲：立川俊之、編曲：大事MANブラザーズバンド）
1. 賽は投げられた
テレビアニメ『ポコニャン!』オープニングテーマ
2. おやじと話す
テレビアニメ『ポコニャン!』初代エンディングテーマ（第1話〜第5話、第13話〜第23話）
3. 賽は投げられた（オリジナル・カラオケ）